# Julius Frosell
Carl Gustaf Julius Frosell, född 30 december 1832, död 22 september 1916, var en svensk ingenjör.

## Biografi
Julius Frosell utexaminerades från Kungliga teknologiska institutet 1852. Han arbetade som nivellör vid Kroppabanan 1853 och vid Köping–Hults Järnväg 1853–1854. Året därpå anställdes han vid Östra stambanan där han 1857 blev stationsingenjör. Han permitterades för en tjänst som arbetschef vid Landskrona & Helsingborgs Järnvägar 1864–1865. I Helsingborg står han bakom planritningarna till Helsingborgs gamla centralstation. Han uppgjorde även ritningar till en villa åt bankkamreren Samuel Åberg. Villan kom sedan att ombyggas till dagens Sofiero slott. Han ritade vidare Österviks kapell utanför Kristinehamn (1872) och Astoriahuset i Stockholm (1873).
1874 utsågs han till disponent för Höganäs stenkolsverk, vilket kom att genomgå en expansiv fas. Tillsammans med konsul Nils Persson i Helsingborg köpte han 1885 upp Lovers- respektive Ölands alunbruk i Degerhamn i syfte att anlägga en cementfabrik. Dessa såldes dock, med god förtjänst, redan året därpå innan den nya verksamheten hunnit färdigställas till det nybildade bolaget Ölands Cement AB.
Efter hustrun Hedvig Johannas (född Rosentwist) död 1889  lämnade han Höganäs för att som medintressent bli disponent vid den nystartade cementfabriken i Slemmestad i Norge
 Verksamheten bar sig dock inte och försattes redan 1890 i konkurs. Han fortsatte arbetet inom cementindustrin och medverkade i etableringarna av anläggningar i Hällekis och Skövde i Skaraborg.
Julius Frosell är begravd på Höganäs kyrkogård.

## Utmärkelser
- Riddare av 1. klass av Vasaorden (1865)[12]